# 흙살리기 참여연대
흙살리기 참여연대는 흙의 생명력 회복과 지속적인 농업생산력 증진 등 자연과 인간의 생명공동체 사회건설에 기여 목적으로 2000년 2월 2일 설립된 대한민국 농림수산식품부 소관의 사단법인이다. 사무실은 서울특별시 동작구 사당3동 220-119, 음암빌딩 3층에 있다.

## 주요 사업
- 흙살리기운동 참여확대를 위한 국민의식 고취 교육 및 홍보
- '내고향 흙살리기운동' 동조자 확보 및 조직
- 안전한 먹을거리 도농보급 확대지원
- 각종 시민운동단체와 제휴 및 연대활동
- 교육, 홍보 및 기술 지원 자료의 발간사업